# Camponotus tenuiscapus
Camponotus tenuiscapus é uma espécie de inseto do gênero Camponotus, pertencente à família Formicidae.